# Varfarin
Varfarín je derivat 4-hidroksikumarina, ki deluje kot zaviralec (antagonist) vitamina K in se uporablja kot peroralni antikoagulant.  Je zmes ekvimolarnih količin enantiomer S in R , pri čemer ima enantiomera S
2- do 5-krat večji antikoagulantni učinek kot enantiomera R. Pogosto se uporablja pri bolnikih z atrijsko fibrilacijo ali vensko tromboembolijo. Velja za zelo učinkovito zdravilo, vendar ima tudi določene pomanjkljivosti, kot so ozko terapevtsko okno, dolga razpolovna doba, součinkovanje s številnimi zdravili in s hrano ter nujno redno laboratorijsko spremljanje.

## Mehanizem delovanja
Varfarin je zaviralec vitamina K, pri čemer kompetitivno zavira encim vitamin K epoksid reduktaza, ki katalizira redukcijo vitamina K epoksid do vitamina K. Vitamin K, ki ga vnašamo s hrano, je kofaktor pri γ-karboksilaciji oz. aktivaciji dejavnikov strjevanja krvi (dejavniki II, VII, IX in X) kot tudi določenih regulatornih faktorjev (beljakovina C, beljakovina S in  beljakovina Z).. Pri tem se vitamin K oksidira v vitamin K epoksid, ki se lahko regenerira z vitamin K epoksid reduktazo. 
Varfarin torej zmanjša sposobnost regeneracije vitamina K v telesu. Posledično se zmanjša aktivacija dejavnikov strjevanja krvi, kar posredno zavira koagulacijo krvi oz. podaljša protrombinski čas.

## Klinična uporaba
Najpogostejša indikacija za dolgotrajno zdravljenje z varfarinom je kronična ali paroksizmalna atrijska fibrilacija pri starejših osebah ali pri mlajših, če so prisotni dodatni dejavniki tveganja za nastop embolije. Varfarin se predpisuje tudi bolnikom z umetnimi srčnimi zaklopkami, z dilatativno kardiomiopatijo in z nekaterimi srčnimi hibami. Uporabljajo se tudi kot nadaljevalno zdravljenje venske tromboze in pljučne embolije.

## Stereokemija
Varfarin vsebuje stereocenter in je sestavljen iz dveh enantiomerov. To je racemat, to je zmes 1: 1 ("R") in oblika ("S"):
| Enantiomer varfarina  | Enantiomer varfarina  |
| --------------------- | --------------------- |
| CAS-Nummer: 5543-58-8 | CAS-Nummer: 5543-57-7 |